# Громов Михайло Леонідович
Михайло Леонідович Громов (нар. 23 грудня 1943, Бокситогорськ, Ленінградська область, РРФСР, СРСР) — радянський і французький математик російського єврейського походження, доктор фізико-математичних наук, лауреат Абелівської премії. Зробив вагомий внесок у розвиток метричної геометрії, симплектичної геометрії, ріманової геометрії, геометричної теорії груп.
Його дослідження у теорії гіперболічних груп, а також роботи, пов'язані з h-принципом, суттєво вплинули на велику кількість областей математики.

## Життєпис
Народився 23 грудня 1943 в Бокситогорську, СРСР, у сім'ї Леоніда Громова та військового лікаря Лії Рабинович (двоюрідної сестри шахіста Михайла Ботвинника). Навчався у 217-й школі (колишня Петрішуле) Ленінграда. Закінчив Ленінградський університет 1965 року. Там же захистив кандидатську (1969) і докторську (1973) дисертації. Його науковим керівником був Рохлін Володимир Абрамович.
З 1967 працював асистентом і доцентом у цьому ж університеті, потім науковим співробітником  Ленінградського гідрометеорологічного інституту і Центрального НДІ целюлозно-паперової промисловості.
У 1974 разом з сім'єю покинув СРСР по візі в Ізраїль і через Італію переїхав у США. До 1981 року був професором Університету штату Нью-Йорк в Стоуні-Брук, в 1981—1982 роках — Університету Парижа VI.
З 1982 року працює в Інституті вищих наукових досліджень у Франції, де займає позицію постійного професора. У 1991⁣ — ⁣1996 роках — професор Мерілендського університету в Коледж-парку. З 1996 року — професор Нью-Йоркського університету.
Був запрошеним доповідачем на Міжнародних конгресах математиків в Ніцці (1970), Гельсінкі (1978), Варшаві (1982) і Берклі (1986).

## Досягнення
Геометричний стиль Громова показує «грубу» або «м'яку» точку зору, часто аналізуючи асимптотичні або великомасштабні властивості.
Його вплив особливо відчутний в геометричній теорії груп, в котрій він характеризує групи поліноміального зростання і створений разом з Ріпсом принцип гіперболічної групи, де він вводить псевдо-голоморфні криві, і в рімановій геометрії. Однак, його робота глибоко занурена в математичний аналіз і алгебру, де він часто формулював проблему в «геометричних» термінах. Наприклад, його гомотопічний принцип (h-принцип) в диференціальних співвідношеннях є основою для геометричної теорії диференціальних рівнянь частинних похідних
Громов також цікавився математичною біологією.

## Нагороди та премії
- Премія Московського математичного товариства (1971)
- Премія Освальда Веблена з геометрії (1981)
- Премія Елі Картана (премія Французької академії наук з математики) (1984)
- Премія Вольфа (1993)
- Премія Лероя П. Стіла (1997)
- Медаль імені М. І. Лобачевського (1997)
- Премія Бальцана (1999)
- Премія Кіото (2002)
- Премія Неммерса з математики (2004)
- Премія Бояї Академії наук Угорщини (2005)
- Абелівська премія (2009)

## Звання
- Постійний професор французького Інституту вищих наукових досліджень
- Почесний доктор Женевського університету (1992)
- Почесний професор Школи математичних наук Тель-Авівського університету
- Член Академії наук Франції (1997) (іноземний член з 1989)[12]
- Іноземний член Національної академії наук США (1989)
- Іноземний почесний член Американської Академії мистецтв і наук (1989)
- Член Європейської Академії (Academia Europaea) (1993)
- Почесний член Лондонського математичного товариства (2008)
- Іноземний член Норвезької академії наук
- Іноземний член Угорської академії наук (2010)
- Іноземний член Лондонського королівського товариства[13] (2011)
- Іноземний член Російської академії наук[14] (2011)
- Іноземний член НАН України[15] (2023)

## Книги й інші публікації
- Gromov, M. Hyperbolic manifolds, groups and actions. Riemann surfaces and related topics: Proceedings of the 1978 Stony Brook Conference (State Univ. New York, Stony Brook, N.Y., 1978), pp. 183–213, Ann. of Math. Stud., 97, Princeton Univ. Press, Princeton, N.J., 1981.
- Gromov, M. Hyperbolic groups. Essays in group theory, 75–263, Math. Sci. Res. Inst. Publ., 8, Springer, New York, 1987.
- Gromov, M. Asymptotic invariants of infinite groups. Geometric group theory, Vol. 2 (Sussex, 1991), 1–295, London Math. Soc. Lecture Note Ser., 182, Cambridge Univ. Press, Cambridge, 1993.[16]
- Gromov, Misha: Metric structures for Riemannian and non-Riemannian spaces. Based on the 1981 French original. With appendices by M. Katz, P. Pansu and S. Semmes. Translated from the French by Sean Michael Bates. Progress in Mathematics, 152. Birkhäuser Boston, Inc., Boston, MA, 1999. xx+585 pp. ISBN 0-8176-3898-9[17]
- Gromov, M. Pseudoholomorphic curves in symplectic manifolds. Invent. Math. 82 (1985), no. 2, 307—347.
- Gromov, Mikhael Groups of polynomial growth and expanding maps. Inst. Hautes Études Sci. Publ. Math. No. 53 (1981), 53–73.
- Gromov, Mikhael Structures métriques pour les variétés riemanniennes. (French) [Metric structures for Riemann manifolds] Edited by J. Lafontaine and P. Pansu. Textes Mathématiques [Mathematical Texts], 1. CEDIC, Paris, 1981. iv+152 pp. ISBN 2-7124-0714-8
- Gromov, Mikhael: Partial differential relations [Архівовано 18 серпня 2016 у Wayback Machine.]. Ergebnisse der Mathematik und ihrer Grenzgebiete (3) [Results in Mathematics and Related Areas (3)], 9. Springer-Verlag, Berlin, 1986. x+363 pp. ISBN 0-387-12177-3[18]
- Ballmann, Werner; Gromov, Mikhael; Schroeder, Viktor: Manifolds of nonpositive curvature. Progress in Mathematics, 61. Birkhäuser Boston, Inc., Boston, MA, 1985. vi+263 pp. ISBN 0-8176-3181-X[19]
- Gromov, Mikhael: Carnot–Carathéodory spaces seen from within. Sub-Riemannian geometry, 79–323, Progr. Math., 144, Birkhäuser, Basel, 1996.
- Gromov, Michael: Volume and bounded cohomology. Inst. Hautes Études Sci. Publ. Math. No. 56 (1982), 5–99 (1983).